# Åsta Holth
Åsta Holth Vestlien (Svullrya, 13 de febrero de 1904 — Kongsvinger, 16 de marzo de 1999) fue una escritora noruega que incursionó principalmente en el género de la novela; de hecho, una de sus primeras publicaciones fue Gamle bygdevegen en 1944. En 1977 recibió el Premio Dobloug de la Academia Sueca y en 1994 la Orden del León de Finlandia.

## Obras
- Gamle bygdevegen — 1944.
- Porkkalafela — 1946.
- Gullsmeden — 1958.
- Kornet og freden — 1955.
- Steinen blømer — 1963.
- Kapellet — 1967.
- Presten — 1971.
- Johannes — 1975.
- Piga — 1979.
- Ei minnebok — 1982.
- Fattigmanns kokebok — 1984.
- Volva — 1987.